# 臨沐郡
臨沐郡，中国南北朝时设置的郡，一作臨沭郡。
南朝梁天监八年（509年）置臨沐郡，属东徐州。治所在今江苏省新沂市南。太清三年（549年）臨沐郡再被东魏占领，东魏改东徐州为东楚州。臨沐郡属东楚州。北齐废臨沐郡，临沭县属于宿豫郡，后来废除临沭县，合并入宿豫县。 